# 库尔姆 (北达科他州)
库尔姆（英語：Kulm），是美国北达科他州下属的一座城市。根据2010年美国人口普查，该市有人口354人。2011年估计该市有人口351人，相对于2010年，增长率为?0.85%。